# 성검의 블랙스미스
《성검의 블랙스미스》(일본어: 聖剣の刀鍛冶 세이켄노 부랏쿠스미스[*])는 일본의 소설가인 미우라 이사오가 2007년 11월부터 미디어팩토리의 MF문고 J를 통해 연재 발간중인 소설이자 동명의 소설을 바탕으로 한 만화와 애니메이션을 의미하기도 한다. 소설 일러스트는 루나가 담당하고 있다.
만화가 야마다 코타로의 그림으로 '월간 코믹스 얼라이브'의 2009년 5월호부터 만화가 연재되기 시작하였고, 같은 해 10월 3일부터 애니메이션이 제작되어 방영되기 시작하였다. 대한민국에서는 서울문화사의 제이노블을 통해 2009년 8월 10일부터 소설이 한국어로 번역 출간되기 시작하였다.

## 스토리
과거 귀족의 아가씨였던 기사 단원 소속의 세실리 캠벨이 아버지로부터 물려받은 낡은 검을 단련해주는 대장간을 찾고 있던 도중, 악마와 계약한 힘을 사용하는 악당을 검으로 격퇴하는 한 남자와 만나게 되는데...

## 등장인물

### 독립교역도시 하우스만
세실리 캠벨(영어: Cecily Cambell)
성우 - 후지무라 아유미
이 작품의 여주인공으로 독립교역도시 하우스만의 3번가 자위기사단에 소속되어 있는 활발한 성격을 보유한 16세의 소녀이자, 대리 계약 전쟁으로 활약한 전 귀족인 캠벨가의 현 당주이기도 하다. 루크가 차고 있는 검이 마음에 들어 자신의 칼을 단련해 줄 것을 부탁하기 위해 공방 '리자'에 계속 출입하지만, 금전적인 문제로 루크에게는 오로지 계속 거절만 당하고 있다.
루크 에인즈워스(영어: Luke Ainsworth)
성우 - 오카모토 노부히코
이 작품의 주인공으로 독립교역도시 2번가 끝자락의 숲 인근에 위치한 공방 '리자'를 운영중인 대장장이로, 17세의 소년이다. 성검을 제작하는 수행을 하고 있으며 검술 또한 매우 뛰어난 것이 특징으로, 평상시에는 생활용품이나 농기구 등의 수리를 생활로 하고 있었으며 검을 제작하는 것은 직업으로 삼지 않았다. 3년 전 소꿉친구인 리자가 바르바닐에게 살해당하는 모습을 눈앞에서 지켜 본 이후로는 사람을 만나는 것을 꺼려하기 시작하였고, 다른 사람들을 상대로는 거의 무뚝뚝한 태도로 일관하고 있다.
리사(영어: Lisa)
성우 - 토요사키 아키
공방 '리자'를 운영하는 루크의 조수 역할을 하는 소녀로, 어떠한 사건에 의해 태어난 악마이다. 외형은 13세정도이나 실제 나이는 3세로, 태어난 이후로 성장은 전혀 없어 그에 대한 컴플렉스를 안고 있다. 일상에서는 루크를 보살펴 주고 있으며, 전반적인 가사 노동을 담당하고 있다.
아리아(영어: Aria)
성우 - 토요구치 메구미
아리따운 아가씨이지만, 그 정체는 마검으로 자타가 공인하는 세실리의 파트너이다. 마검으로의 형태를 하고 있을 때는 '레이피아'의 형상을 지니고 있다. 원래는 휴고의 지인의 소지품이었으나, 어떠한 사건을 계기로 독립교역도시로 매입되었다. 대리 계약 전쟁 중에 각성하여 실 연령은 40에서 50세 가량이다. 바람을 조작하는 능력또한 보유하고 있다.
한니발 퀘이사(영어: Hannibal Quasar)
성우 - 아키모토 요스케
3번가의 자위기사단의 단장으로, 10대의 나이로 대리 계약 전쟁에 참가해 살아 남은 인물로 알려져 있다. 고령으로 60세가 넘은 지금도 모의전으로 3번가의 자위기사단을 혼자서 전멸 시킬 정도로 실력이 건재하다.
휴고 하우스만(영어: Hugo Housman)
성우 - 이노우에 카즈히코
독립교역도시의 시장으로, 연령은 30대 후반이다. 세실리를 포함한 자위기사단에게 아리아의 호위를 부탁한다. 독립교역도시의 시장은 3년마다 선출하고 있는데, 선출자는 초대 하우스만에 경의를 표하기 위해 성을 '하우스만'으로 호칭하는 것이 의무화되어 있다.
패티 볼드윈(영어: Patty Baldwin)
성우 - 유이모토 미치루
세실리의 동료이자 시 공무원으로, 사무직을 주 직업으로 삼고 있다. 비전투원이나 유사시에는 후방을 지원하기도 한다.
레지날드 드라몬드(영어: Reginald Drummond)
성우 - 타사카 히데키
세실리의 동료로 세실리에 대해 그다지 호의적이지는 않지만 실력만큼은 인정하고 있다. 모의전을 계기로 부단장으로 임명되었다. 한니발은 '실력은 준수하지만 잔소리가 많은 부하'라고 평한다.

## 도서 정보

### 소설
- 제1권 - Knight
  - 일본 : 2007년 11월 22일 발매 / ISBN 978-4-8401-2083-8
  - 대한민국 : 2009년 8월 10일 발매 / ISBN 978-89-263-0428-0
- 제2권 - Blacksmith
  - 일본 : 2008년 5월 25일 발매 / ISBN 978-4-8401-2141-5
  - 대한민국 : 2009년 10월 10일 발매 / ISBN 978-89-263-1016-8
- 제3권 - Fool
  - 일본 : 2008년 9월 25일 발매 / ISBN 978-4-8401-2423-2
  - 대한민국 : 2009년 11월 10일 발매 / ISBN 978-89-263-1055-7
- 제4권 - Hero
  - 일본 : 2009년 1월 23일 발매 / ISBN 978-4-8401-2602-1
  - 대한민국 : 2010년 1월 13일 발매 / ISBN 978-89-263-1135-6
- 제5권 - Sacrifice
  - 일본 : 2009년 3월 25일 발매 / ISBN 978-4-8401-2723-3
  - 대한민국 : 2010년 5월 10일 발매 / ISBN 978-89-263-1276-6
- 제6권 - New World
  - 일본 : 2009년 6월 25일 발매 / ISBN 978-4-8401-2802-5
  - 대한민국 : 2010년 7월 23일 발매 / ISBN 978-89-263-1350-3
- 제7권 - Unrivaled
  - 일본 : 2009년 9월 25일 발매 / ISBN 978-4-8401-3028-8
  - 대한민국 : 2010년 9월 10일 발매 / ISBN 978-8-9263-1410-4
- 제8권 - Light&Darkness
  - 일본 : 2010년 1월 25일 발매 / ISBN 978-4-8401-3157-5
  - 대한민국 : 2010년 11월 10일 발매 / ISBN 978-8-9263-2020-4
- 제9권 - Last Wind : 2010년 5월 22일 발매 / ISBN 978-4-8401-3283-1
- 제10권 - Trial : 2010년 11월 20일 발매 / ISBN 978-4-8401-3487-3

### 만화
- 제1권
  - 일본 : 2009년 6월 23일 발매 / ISBN 978-4-8401-2582-6
  - 대한민국 : 2010년 8월 25일 발매 / ISBN 978-8-9263-1314-5
- 제2권 : 2009년 10월 23일 발매 / ISBN 978-4-8401-2928-2
- 제3권 : 2010년 3월 23일 발매 / ISBN 978-4-8401-3304-3
- 제4권 : 2010년 9월 22일 발매 / ISBN 978-4-8401-3375-3

## TV 애니메이션
2009년 10월부터 12월까지 일본의 일부 독립 UHF 민영방송국, 그리고 케이블 방송 전문 채널인 AT-X에서 방송되었다.

### 스태프
- 원작 : 미우라 이사오
- 감독 : 히다카 마사미츠
- 시리즈 구성(각본) : 스즈키 마사시
- 캐릭터 원작 : 루나
- 캐릭터 디자인 : 나가이 준
- 음악 : 테라시마 타미야
- 애니메이션 제작 : Mangrove
- 제작 : 미디어팩토리, 어스스타 엔터테인먼트, 분카 방송, AT-X

### 주제가
오프닝 테마 - JUSTICE of LIGHT
작사 - 모리 유리코
작곡 - 이와사키 타카후미
편곡 - 아라이 리오
노래 - 고죠 마유미
엔딩 테마 - 미라클 해피데이(みらくるハッピーディ)
작사 - 모리 유리코
작곡・편곡 - 아라이 리오
노래 - 리사 (CV.토요사키 아키)

## 라디오 방송
《부라스미라디오 토요토요!》(ブラスミラジオ とよとよ!)라는 제목으로 애니메이션 방영에 앞서 2009년 9월 5일부터 분카 방송의 디지털 라디오 채널인 '쵸!A&G+'에서 방송을 시작하였다. 진행자는 아리아 역의 토요구치 메구미와 리사 역의 토요사키 아키로, 둘 모두 이름이 豊(토요)로 시작되는 것을 이용하여 타이틀 명이 만들어졌으며 '성검의 블랙스미스'의 세계에 접해가는 내용을 바탕으로 한다.